# Авимелех (сын Гедеона)
Авиме́лех (Абимелех) — сын наложницы Гедеона, который, по смерти своего отца, убедил жителей Сихема поставить его царём (Суд. 8:31).
Согласно книге Судей, затем он убил семьдесят своих братьев, которые жили в доме своего отца, в Офре. В живых остался только младший — Иофам, которому удалось бежать. По этому поводу Иофам произнёс сихемлянам сатирическую притчу о деревьях, избирающих царя (Суд. 9:7-20). После нескольких поражений он был смертельно ранен в голову, при осаде города Тевеца, обломком жернова, брошенным одною женщиною с кровли тевецкой башни. Чтобы не сказали, что его убила женщина, он велел своему оруженосцу пронзить его мечом, и так он умер (Суд. 9:54-57).
После его смерти Сихем с окрестностями стали израильскими. По мнению некоторых библейских критиков, в самом имени «Абимелех» содержится символическое указание на роль этого лица в истории израильского народа: он был «отец царя», то есть основатель царской власти, первый судья, присвоивший себе титул «мелех» (царь), который был узаконен лишь впоследствии, со времени Саула.
Авимелех — героический персонаж времен перехода от патриархального правления «судей» к монархии.